# کیاییان
کارکیاییان، کیاییان، آل کیا یا سادات ملاطی خانواده‌ای زیدی در بیه‌پیش -بخش شرقی گیلان-بودند. این سلسله در سال ۷۷۰ قمری/۱۳۷۰ میلادی، در زمانی که ستایش سیدها و امامزاده‌ها به‌طور فزاینده‌ای در حال محبوب شدن بود، به قدرت رسیدند و تا سال ۱۰۰۰ قمری/۱۵۹۲ میلادی که شاه عباس یکم این ایالت را ضمیمه کرد، بر شرق گیلان و دیلمستان سیطره داشتند.
نسب این سادات به علی بن حسین امام چهارم شیعیان بازمی‌گردد. به فرمانروایان این سلسله کارکیا اطلاق می‌شد.
تبارشناسی سید امیر کیای مَلاطی، نخستین رئیس این خاندان نامعلوم است. او در مدرسه ای در ملاط تحصیل کرد، جاه طلبی کسب قدرت دنیوی را در ذهن پروراند، و شروع به رقابت با حکمرانان سنی بومی بیه‌پس کرد. امیر کیا و خانواده اش، در نتیجهٔ این تقلاها برای کسب قدرت، به تبعید مجبور به رفتن به رویان شدند. امیر کیا در تبعید اول خانواده اش درگذشت. پس از آن در ۷۷۳/۱۳۷۱–۷۲ پسر او علی کیا، به همراهی خانواده و پیروانشان، به شرق و مازندران رفت، و از سوی سید قوام الدین مرعشی، مؤسس دیگر سلسلهٔ سید در مازندران، یعنی مرعشیان پذیرفته شد.
خانواده یک سال و نیم در مازندران ماندند و نهایتاً به گیلان بازگشتند. امرای حاکم بر بیه‌پیش با شنیدن خبر بازگشت آنان، این سادات را مجبور به تبعید دیگری در مازندران کردند. کیاها تا زمانی که مرعشیان به آنان حمایت نظامی وعده دادند، موفق به بازگشت به بیه پیش و در دست گرفتن قدرت در آنجا در نیمهٔ اول دهه ۷۷۰ قمری/ ۱۳۷۰ میلادی نشدند. همدلی و رابطهٔ نزدیک بین این دو خانوادهٔ سید پایگاهی حیاتی برای تأسیس سلسلهٔ کیا را شکل داد. اعتقاد ساکنان به این خانوادهٔ سید نیز دیگر عامل مهم بود. در ایالات ساحل جنوبی خزر، ساکنان غالباً به فرق شیعه معتقد بودند: شیعهٔ اثنی عشری در مازندران، زیدی در بیه پیش، و اسماعیلی در دیلمستان. کیاها همچون مرعشیان که هم سادات شیعه اثنی عشری و مؤسسین یک فرقهٔ صوفی بودند، کیاها انتظار حمایت ساکنان را داشتند. وقتی کیاها به رانکوه و سپس لاهیجان تاختند، ساکنان زیدی مشتاقانه به این خانواده سوگند وفاداری خوردند و علی کیا را امام جماعت خود دانستند و شروع به شرکت در فعالیت‌های نظامی‌کردند. علی کیا در لاهیجان سکنی گزید و رانکوه را به برادرش مهدی کیا واگذار کرد. وقتی ساکنان لشت نشا، از شهرهای زیدی در بیه پس عموماً سنی، از کیاها خواستند شهرشان را از دست امیر مسعود اسماعیلرودی، امیر مستبد سنیش نجات دهند، سیدها به سوی دیگر سفیدرود تاختند. پس از این که کیاها هم بیه پیش و هم بخشی از بیه پس را تسخیر کردند، به بهانهٔ مطیع کردن ساکنان «فاسد العقیده» اسماعیلی ارتفاعات دیلمستان به آنجا پیشروی کردند. آن‌ها تا قزوین پیش رفتند و آن را هفت سال بین سال‌های ۷۸–۸۸/۱۳۷۹–۸۶ در کنترل خود داشتند.
پس از شورشی ناموفق علیه ناصروندان که بر بیه پیش حکومت می‌کردند در گذشت ولی پسر او سید علی کیا حکومت کیاییان را تأسیس کرد و نوادگان وی، تا سال ۱۰۰۰ ق. به پایتختی لاهیجان بر گیلان حکومت کردند.
شاه اسماعیل صفوی در نزد خاندان کیاییان پرورش یافت و بعدها به کمک کیاییان سلسلهٔ صفویان را تأسیس نمود. سرانجام نیز صفویان این دودمان را نابود کردند.

## زمینه‌های تأسیس حکومت کیایی

### مهاجرت سید علی کیا به آمل
او فرزند امیر کیای ملاطی بود که علیه حکومت ناصروندان در بیه پیش به پا خاسته بود ولی شکست خورده بود.
دل کندگان از خیزش و گریختگان پس از فروکوفتن خیزش پس از چندی شرمنده از تنها نهادن سیدامیرکیا برآن شدند تا باز گرد او به هم آیند و دربار ناصروندان را فروریزند. آمادگی دگرباره ناخرسندان برای خیزش، هم‌زمان با مرگ سیدامیر کیا شد و از این رو گروهی از ناخرسندان گرد سیدعلی کیا به هم آمده و او را به رهبری خیزش برانگیختند. سیدعلی کیا که هنوز توان خود را برای برپایی خیزش به اندازه نمی‌دید، برآن شد تا از سادات قوامی چیره بر مازندران یاری جوید وازاین رو با شماری از پیرامونیان راهی مازندران شد. درمیان پیرامونیان سیدعلی کیا، سالوک مرد آویج، محمدتاج الدین برفجانی، تالش دیلمانی، کاووس خداداد و بدی، هندوبابا، دانی کوچانی، پاشاکیای تجنی و اسماعیل داخلی ی و برخی ازدیگر ناخرسندان پاره خاوری گیلان گرد آمده بودند که به همراه سیدعلی کیا راهی مازندارن شدند. او پس از درگذشت پدر همراه با برادران اش به مازندران نزد سید قوام الدین مرعشی که او نیز از نسل زین العابدین بود و از سوی او گرامی داشته و در آمل ساکن شد. او مدتی نزد قوام الدین تحصیل کرده بود. پس از رایزنی با او برآن شد که زمینه بازگشت خود به گیلان را فراهم آورد و از آن رو محمد تاج الدین برفجانی را به نمایندگی از سوی خود به تنکابن فرستاد.

### تسلط بر تنکابن
پس از چندی از حاکم تنکابن سید رکابزن کیای حسنی خواست به تنکابن منتقل شود. علت این درخواست به نوشته مرعشی نزدیکی به رانکوه وطن پیشین اش بود. البته گرایش مذهبی او (زیدی) هم مؤثر بوده‌است. سید رکابزن پذیرفت و او و پیروانش را در منطقة گرمه رود سخت سر اسکان داد.
با آمدن سید علی کیا به منطقه سخت سر، بین او و خاندان ناصروند که در رانکوه ساکن و با پدر سید علی کیا جنگیده بودند، درگیری پیش‌آمد. سید رکابزن، به علت نداشتن قدرت رویارویی با امرای ناصروند با آن‌ها صلح کرد، در نتیجه سید علی ناچار به بازگشت به مازندران گردید. در مازندران، سید علی با پشتیبانی قوام الدین مرعشی به تنکابن حمله کرد. جنگ میان سید علی و فرزند رکابزن درگرفت و سید علی پیروز شد و بر تنکابن مسلط شد. به این ترتیب حکومت سادات کیا در سال ۷۶۹ قمری/ ۱۳۶۷میلادی آغاز شد.

### مؤیدیان
پیشوای دینی تنکابن از مازندران کیا ابوالحسین مشهور به الموید بالله بود. المؤید بالله پس از چند سال فرمانروایی بر هوسم از تخت فرمانروایی فروافتاد و به رستمداد گریخت و چندسالی را درآنجا گذراند و در پایان به تنکابن رفت و در روستایی به نام شیرایه کلایه بارانداخت و با پیرامونیانش به گذران روزگار و پراکندن باور خود درمیان باشندگان آن سامان پرداخت. دل بستن مردم تنکابن به باور شاخه قاسمیه آئین زیدیه، زمینه را برای توانیابی دگر باره مؤیدیان فراهم آورد و کسی از میان مؤیدیان - که در هیچ نوشته نامی از او نیست - در نخستین سال‌های سده هشتم به پا خاست و توانست از فروپاشی توانمندی فرمانروایان بومی گیلان و سستی توان فرمانروایان بومی مازندران سود برد و در زمانی کوتاه سامان تنکابن و پس تر از آن برخی از پاره‌های دیلمان را زیر فرمان خود آورد و به آرامش برآن‌ها فرمان راند.
بر تخت‌نشینی سید رکابزن کیا
با گذشت زمان تخت فرمانروایی تنکابن نشستگاه سید رکابزن کیا فرمانروای مؤیدی شد و از آنجا که وی شیعه زیدی بود و فروپاشی فرمانروایی‌های سنی گیلان می‌توانست زمینه قدرت بیشتر او را فراهم آورد، برآن بود که با سادات قوامی متحد شود و از توان آن‌ها برای ستیزه با ناصروندان بهره گیرد. آمادگی سیدرکابزن کیا برای همبستگی با سادات مازندران سبب کامیابی محمدتاج الدین برفجانی شد و از این رو سید علی کیا که پایگاه نزدیکی به گیلان یافته بود راهی تنکابن شد و در گرمرود بار انداخت. بازگشت سادات کیایی به تنکابن، ناصروندان را به تکاپو برای راندن آن‌ها و پاسداری از سرزمین زیر فرمان و فرمانروایی خود واداشت و امیره محمد فرمانروای رانکوه به امید آن که پسرش امیرنوپاشا توان راندن سادات را داشته باشد به سود او از تخت کناره گرفت و فرمانروایی را به وی سپرد و خود به چهارده رفت. امیر نوپاشا پس از نشستن بر تخت فرمانروایی بر آن شد که بدون یاری گرفتن از پسرعموی خود امیر جهان که بر لاهیجان فرمان می‌راند، بر سادات تاخته و آنان را به گریز وادارد و از این راه نامی بزرگ یابد، وازاین رو لشکری آراست و راهی گرمه رود شد.

### حمله امیرنوپاشا
در این هنگام سیدعلی کیا که پیشتر خبر لشکر آرایی امیر نوپاشا را شنیده و آماده رویارویی بود، هم‌زمان با به راه افتادن لشکر رانکوه از راهی دیگر، به رانکوه تاخت و در روزی که امیرنوپاشا در سخت سر خود را آماده تازش به گرمرود می‌کرد، سیدعلی کیا به چهارده تاخت و کشتاری بزرگ به راه انداخت و امیره محمد را کشت و چهارده را تاراج نمود و به تندی روبه بازگشت به گرمرود نهاد. امیر نوپاشا در سخت سر، خبر مرگ پدر و چپاول چهارده را شنید و از آن رو سردرگم، تازش به گرمرود رارها کرده و به رانکوه بازگشت تا شاید تا زندگان را در میان گرفته و نابود سازد ولی چون به رانکوه رسید، دانست که سیدعلی کیا آنچه خواسته، کرده و سپس گریخته‌است. امیرنوپاشا دانست که سیدعلی کیا و پیرامونیانش آنانی نیستند که وی می‌اندیشید و باید دربارة آنان اندیشه‌ای دگر کرده و برای نابودی شان راهی دگر یافت و از این رو از امیر جهان خواست تا یاورش باشد. به روزهایی که فرمانروایان ناصروند به همبستگی دوباره برای نابود کردن سادات کیایی که ناخرسندان بخش خاوری گیلان را گرد خود به هم آورده بودند می‌اندیشید، سیدعلی کیا نیز به جستجوی یاوری به رایزنی با سیدرکابزن کیا نشست و او را با خود همراه ساخت و دو نیرو رویاروی هم ایستادند. در یک سو فرمانروایان سنی پارة خاوری گیلان دردگر سو سادات شیعه و ناخرسندان بومی. ستیزه آن‌ها اندیشه چیرگی جوی زمانه بود و برآیند آن ستیزة آشکار سازنده سرنوشت فردای گیلان. با به راه فتادن لشکر همبستة ناصروندان، سیدرکابزن کیا می‌دانست برآیند آن رویارویی، شکست سخت سادات و نابودی توان سست، ولی روبه رو شد تشیع در گیلان است، سیدعلی کیا را واداشت که چندی تنکابن را رها کرده و به مازندران بازگردد و برآمدن خواسته‌هایش را به فرداها بسپارد.

### بازگشت به مازندران
سیدعلی کیا یکبار دیگر ناخرسندان بومی را با خود همراه ساخت و به مازندران پس نشست؛ و لشکر ناصروندان پیش از رسیدن به تنکابن سر به فرمانی و پیشنهاد دوستی سید رکابزن کیا را پذیرفتند و به لاهیجان و رانکوه بازگشتند. آتش درگیری‌های درونی فرمانروایان پارة خاوری گیلان با پس نشینی سید علی کیا، از زیر خاکستر هراس چیرگی تشیع برون آمد و زبانه کشید. امیر نوپاشای توانجو برآن بود تا از زمانه بهره جوید و بر توان خود بیفزاید و از این رو سیدرکابزن کیا را در راه نابودی پسرعموی خود امیرجهان با خود همراه ساخت. امیرجهان که از بلندپروازی‌های امیر نوپاشا آگاه و همبستگی وی باسیدرکابزن کیا را سرآغاز درگیری‌هایی که برآیند آن فروپاشی توان ناصروندان در گیلان بود می‌دانست، برآن شد تا امیر نوپاشا را از راهی که در پیش گرفته بازدارد و با خود همراه سازد و از آن رو مادر خود را که مادر همسر امیر نوپاشا نیز به‌شمار می‌رفت در پی آشتی جویی به رانکوه فرستاد و امیر نوپاشا که زمینه را برای نابودی امیر جهان آماده ساخته بود به نیرنگ پذیرای آشتی شد و پیشنهاد کرد که هر سه تن، امیر
جهان و سیدرکابزن کیا و امیرنوپاشا - درملات گردآیند و به رایزنی برای همبستگی بیشتر و ایستادگی در برابر گسترش جویی سادات بپردازند. برآیند آن گردهمایی از پیش آشکار بود، سیدرکابزن کیا به ناگهان با زوبینی که در دست داشت، به چشم امیر جهان زد و او را کشت. با مرگ امیر جهان لشکر همراه او به رهبری محمدبن جلال الدین سپهسالار لاهیجان از ملات گریخت و به لاهیجان بازگشت تا از لاهیجان در برابر تازش امیر نوپاشا پاسداری کند.

### فتح لاهیجان توسط سید رکابزن کیا
امیر نوپاشا پس از مرگ امیرجهان، بر آن شد تا نخست از یاری سید رکابزن کیا برای چیرگی بر لاهیجان سود برد و سپس توانمندانه بر وی تاخته و او را نیز از پای درآورد. از این رو وی را به تازش به لاهیجان برانگیخت. لشکری از مردم تنکابن ورانکوه راهی گشودن لاهیجان شد. بانزدیک شدن لشکر رانکوه به لاهیجان محمدبن جلال الدین فرزندان امیرجهان، امیر محمد وامیر پهلوان را باخود همراه ساخت و لاهیجان رارها و به خرارود رفت. خرارود در آن زمان زیر فرمان کوشیجان بود و کیا شر پاشای کوشیج بر خرارود و پهنه‌ای گسترده از کوهپایه‌های باختری و سرزمین‌های کوهستانی دیلمان فرمان می‌راند. او و پیرامونیانش پیرو باور اسماعیلیه بودند و می‌کوشیدند پس از کاهش توان اسماعیلیان الموت با اندک توانی که برای آن‌ها مانده بود، به گسترش این باور بپردازند. محمدبن جلال الدین فرزندان امیرجهان را در خرارود به کیاشرپاشای کوشیج سپرد و خود برای دریافت کمک از دیگر فرمانروایان بومی گیلان، از سپیدرود گذشته و به دربار انوزوندان کهدم پناه برد. با گریز فرزندان امیرجهان از لاهیجان، امیرنوپاشا پا برلاهیجان نهاد و بر چُفل تختگاه فرمانروای لاهیجان دست یافت و پس از چند روز سیدرکابزن کیا نیز به لاهیجان رسید ودرمیانة شهر اردو زد. پای نهادن سید رکابزن کیا بر لاهیجان درگیری‌های برپا در پارة خاوری گیلان را از درگیری خاندانی ناصروندان به دست اندازی دیگران بر این پهنه تبدیل کرد و سبب هراس دربارهای کوچک و بومی گیلان شد. برآیند این هراس، خیزش دربارهای باختری گیلان برای دخالت در بیه پیش بود. امیر انوز کهدمی با این امید که با پانهادن در میدان درگیری‌های توان جویانه پاره خاوری گیلان بتواند خود توانی یابد و لاهیجان و رانکوه را زیر فرمان آورد، از امیر دباج فومنی فرمانروای فومن یاری خواست. با رسیدن یاوران فومنی امیرانوز راهی لاهیجان شد و درکرانة باختری سپیدرود پیرامون کیسم اردو زد. مردم لاهیجان که از چیرگی امیرنوپاشا و سیدرکابزن کیا بر سامان خود ناخرسند بودند، با رسیدن امیرانوز به سپیدرود دلی پرتوان یافتند و برآن شدندکه بر پاخاسته و چیرگان برلاهیجان را برانند و از این رو در بامدادی سر به شورش نهادند و اردوی سیدرکابزن کیا را درمیان گرفتند. سیدرکابزن کیا که می‌دانست امیرنوپاشا به یاریش برنخواهد خاست واوست که در این میانه جان خود را از دست خواهد داد به ناچار گریخت و کوشید راهی به بیرون از شهر لاهیجان بیابد ولی پیش از پشت سرنهادن شهر از سوی برخی از کسانی که در پی اش بودند، زخمی و کشته شد. برپاخاستگان پیکر سیدرکابزن کیا را تا پرده سر بر زمین کشیده و در میانة آن محله واژگونه به دار آویختند. با رسیدن خبر بر پاخیزی مردم لاهیجان و کشته شدن سید رکابزن کیا، امیرنوپاشا ناتوان از پاس داشتن تختگاه ناصروندان در چفل به ناچا ر گریخته و به گوله رودبار و از آنجا از راه تموشل به دامن عطاکوه گریخت و بارنجی فراوان خود را بهرانکوه رساند. با گریز امیر نوپاشا و مرگ سیدرکابزن کیا، لاهیجان دگرباره آرامش یافت و باشندگان آن از محمدبن جلال الدین خواسته تا فرزندان امیرجهان را به لاهیجا ن بازگرداند و برتخت فرمانروایی پدر بنشاند. پس از چند روز محمدبن جلال الدین با فرزندان امیرجهان به لاهیجان بازگشت و امیر انوز کهدمی که می‌دانست، یاوریش در آن هنگامه از یاد فرزندان امیر جهان نخواهد رفت و زمینه‌ای برای توانیابی او در پارة خاوری گیلان فراهم شده به آرامی کرانة سپیدرود را رها کرده و به تختگاه خود در کهدم بازگشت.
درگیری‌های خونبار درون خاندانی ناصروندان و فروپاشی کیان توانمند فرمانروایی آن خاندان، لاهیجان را آماده سرپسردن به فرمانروایی تازه کرده بود و مرگ سیدررکابزن کیا و ناتوانی پسرش در پاسداری از سرزمین زیر فرمانش دیواره‌ای را که سال‌ها پارة خاوری گیلان را از تازش فرمانروایان مازندران درامان داشته بود، فروریخت و سادات قوامی را که هنوز پایه‌های توان فرمانرواییشان بر مازندارن سخت نشده بود، به تازش به گیلان و چیرگی بر این پهنة پرارزش برانگیخت. سادات قوامی برآن بودند تا با یاوری رساندن به سادات کیایی زمینة توان یابی آنان را در پارة خاوری گیلان فراهم کنند و با همبستگی با آنان اندک اندک همة گیلان را به زیر فرمان خود آورند. سید قوام الدین مرعشی که زمینه را برای برپایی تلاش جهت پیاده کردن خواستهای خود آماده می‌دید، سید علی کیا را به تازشی دیگر به گیلان برانگیخت و گروهی از جنگجویان مازندرانی را همراه او به سوی گیلان روانه کرد. سیدعلی کیا چون به تنکابن رسید، دانست که زمینه توانیابی او فراهم آمده‌است، چه اینکه بسیاری از باشندگان تنکابن و پیرامون آن گرد اوهم آمدند و دست دوستی به او دادند. پسرسید رکابزن کیا که ایستادگی در برابر سیدعلی کیا ومردم برپاخاستة تنکابن را بی فایده می‌دید، نخست به دژ گرزمان سر پناه برده و سپس برای دریافت یاری از فرمانروایان پاره‌های کوهستانی سر به جنوب نهاد و به گرجیان رفت. سیدعلی کیا که دژ گرزمان سر را آماده فروریختن می‌دید به سوی آن شتافت و پس از درگیری سختی برآن دست یافت. چیرگی سیدعلی کیا بر دژ گرزمان سربرآشفتگی پهنة خاوری گیلان افزود و فرمانورایان پهنه‌های کوچک و بزرگ گیلان را به تکاپو واداشت و امیر نوپاشا کوشید تا فرمانروایان بومی را گرد آورده و از نیروی همبستة آنان برای کوفتن این دشمن تازه بهره گیرد.

### اتحاد با فرمانروایان بومی
با آغاز جنبش امیرنوپاشاه برای برپایی همبستگی میان فرمانروایان بومی، سیدعلی کیا نیز دست به کاری همسان زد و بر آن شد تا فرمانروایان بومی را برای ستیزه با امیر نوپاشا با خود همراه سازد و در این زمینه کیا اسماعیل هزاراسپی فرمانروای اشکور را با خود همراه ساخت. هندوشاه پدر کیا اسماعیل با ناصروندان درگیر بود و پس از مرگ وی کیا اسماعیل پیگیر روش پدر شد ولی به سبب توان فراوان ناصروندان از ستیزه با آنان ناتوان ماند و چشم به فردا دوخت تا زمینة توان هزار اسپیان و ناتوا نی ناصروندان فراهم آید. برپاخاستن سیدعلی کیا، کیااسماعیل هزار اسپی را به فروافتادن ناصروندان امیدوار و به توانایی خود دلخوش ساخت و شاید او با این گمان که از یاری سیدعلی کیاسود برد و ناصروندان را فرواندازد و خود برجای آنان بنشیند و سادات کیایی را براند، خواس تة سیدعلی کیا را پذیرفت. امیرنوپاشا که گذشت زمان را به سود خود نمی‌دید، برآن شد که پیش از یاری جویی بیشتر سیدهای کیا، دژ گرزمان سر را گشوده و وی را از تنکابن براند و از اینرو به گرزمان سر، تاخت. هم‌زمان با تازش او، سیدعلی کیا از دژ بیرون آمد و از راهی دیگر به رانکوه تاخت و جایگاه امیرنوپاشا را به آتش کشید. امیر نوپاشا در میانة راه از آنچه که برسر رانکوه آمده بود آگاه شد و تازش به گرزمان سر را رها کرده و به رانکوه بازگشت. بازگشت امیرنوپاشا سبب توا نمندی بیشتر سادات کیایی و چیرگی آنان برتنکابن شد و آنان توانستند پایگاهی بزرگ برای دستیابی به رؤیاهای خود بیابند. سید علی کیا پس از چیرگی بر تنکابن، به پیشنهاد سید قوام الدین مرعشی برادر خود سید هادی کیا را به فرمانروایی تنکابن و شیرود گماشت. امیرنوپاشا درمانده از ستیزه‌های پیاپی برای آخرین تلاش، یکبار دیگر پسر سید رکابزن کیا را به یاری خواست و لشکر درماندة آن‌ها برای رویارویی با لشکر سادات، راهی تنکابن شد. درستیزة خونبار میان دو لشکر، پیروزی از آن سادات شد و امیر نوپاشا دگر باره شکست خورد و شرمنده به رانکوه پس نشست. شکست و گریز امیرنوپاشا مردم رانکوه را که از فرمانروایی ناصروندان خوشدل نبودند و تا آن زمان به ناچار پذیرای آنان بودند، به خیزش و رویارویی با آنان و دل بستن به سادات کیایی برانگیخت و باشندگان رانکوه دسته دسته دل کنده از ناصروندان، روبه تنکابن نهاده و به بیعت با سیدعلی کیا پرداختند. هم‌زمان با آغاز شمارش واژگونه برای فروپاشی فرمانروایی ناصروندان، فرومانروایان پارة باختری گیلان نیز که دهه‌هایی چند چشم به رسیدن روزهای ناتوانی و مرگ دربار ناصروندان دوخته بودند برآن شدند که از سستی دربارهای پارة خاور سود جسته و برخی از پهنه‌های خاوری را به چنگ آورند و از آن رو نخستین تازش باشندگان آن سوی سپیدرود از سوی امیرنوپاشا پسر امیر سالوک کوچصفهانی فرمانروای اسماعیلوند کرانة باختری سپیدرود انجام گرفت. وی به پاشیجا تاخت و آن را از دست ناصروندان لاهیجان بیرون آورد. تازش امیر نوپاشا اسماعیلوند، امیرنوپاشای ناصروند را سخت هراساند و به یافتن راهی تازه برای دور ساختن دشمنان دیرین ناصروندن از پهنه‌ای که سال‌ها پذیرای فرمان دربارهای ناصروندان بودند، واداشت و شگفت اینکه وی درمیان دو دشمن خود برای دل سپردن به یکی و راندن دیگری سید علی کیا را برای دوستی و فرمانروایان پارة باختری سپیدرود را برای دشمنی برگزید و کوشید تا به درگیری میان خود و کیاییان پایان دهد. وی نماینده‌ای به نزد سیدعلی کیا فرستاد و از او خواست تا دست دوستی او را در دست گیرد و برای راندن تازندگان این سوی سپیدرود یاری اش دهد. سیدعلی کیا که گذشت زمان را به سود خود می‌دید به آسانی پیشنهاد د وستی امیر نوپاشا را پذیرفت و کوشید تا از نیروی زیر فرمان او برای پیشبرد خواستهای بلندپروازانة خود بهره گیرد. نیروی همبستة سادات کیایی و فرمانروای ناصروندی به امید راندن تازشگران روبه باختر نهاد و امیرنوپاشا درملات و سید علی کیا در خرشتم اردو زدند. همبستگی امیرنوپاشا و سیدعلی کیا فرمانروایان پارة خاوری و باختری گیلان را هراساند و رنجاند. آنان فردایی پرهراس را می‌دیدند، فردایی که گیلان چون مازندارن زیر فرمان ساداتش شیعه می‌رفت و بارگاه‌های آنان در دودنای مه خفته بر گیلان برآمدن توانمندی شیعیان و لرزش تندیس توانمندی خود را می‌دیدند و برآن بودند تا شمارش واژگونه فروپاشی خود را کوتاه زمانی بازایستانند، باخترنشینان سپیدرود از ترس فروافتادن توانشان دل به همبستگی باهم و ستیزه‌ای همبسته با خاور نشینان سپردند. امیر دباج پسرعلاء الدین اسحقی فرمانروای فومن، امیرمحمد تجاسپی فرمانروای رشت وامیرانوزُ کهدمی وامیر شفتی پس از همبستگی با هم به نوشتة سیدظهیر، هریک چند تار از موی ریش خود را کنده و به نزد امیرنوپاشا فرستادند و پیام دادند که پس نشینی تو در برابر سادات کیایی و همبستگی تو با سیدعلی کیا تنها تو را نابود نمی‌کند و توفانی که از خاور می‌آید، پس از برکندن ریشه تو، کشتزار توانمندی باختر نشینان را نیز برهم می‌ریزد و بوستان توانمندی ما را به نابودی می‌کشاند، از اینرو بهتر است دل از او برکنده و دست در دست ما نهی تا در ستیزه با او یار تو باشیم. امیرنوپاشا که از سر درماندگی دل به دوستی باسیدعلی کیا بسته بود به این امید که اکنون می‌تواند با یاری باختر نشینان سپیدرود، سیدعلی کیا را رانده وبر همة پهنة خاوری سپیدرود فرمانروا گردد، ناگهان از سیدعلی کیا برید و بر آن شد که به تندی بر او تاخته و وی را از میان بردارد.

### فتح گیلاکجان
سیدعلی کیا پس از دل کندن امیر نو پاشا از وی به ناچار از خرشتم پس نشست و از راه املش به تنکابن رفت و از سیدقوام الدین مرعشی برای توانیابی بیشتر و تازشی توانمندانه به گیلان یاری خواست. سیدقوام الدین که زمینة توانیابی سادات و فروپاشی فرمانروایی ناصروندان را آماده می‌دید، به تندی لشکری را راهی تنکابن کرد و سیدعلی کیا، با رسیدن یاوران مازندارانی دست به تازشی سخت به گیلان زد و در سیاهکلرود با لشکر امیر نوپاشا رویارو شد و ستیزه‌ای خونین میان دو لشکر روی داد. در این ستیزه امیرنوپاشا دگر باره شکست خورد و به رانکوه گریخت و سیدعلی کیا بر گیلاکجان دست یافت. پای نهادن سیدعلی کیا برگیلاکجان مردم رانکوه را که از ستیزه‌های پیاپی امیرنوپاشا خسته و دلبستة سادات شده بودند، پیرامون سید علی کیا گردآورد و به بیعت با وی واداشت. تازش دگربارة امیرنوپاشا را با شکست روبرو ساخت. امیرنوپاشا که هستی و توان خود را از دست رفته می‌دید، برآن شد تا به کیااسماعیل هزاراسپی پناه برد ولی گریز او به اشکور سودی نداشت و وی به ناچار رو به دریا نهاد و بر کشتی نشست و تن و فردا را به موج‌های خزر سپرد. امیرنوپاشا نیز پای از گل گیلان برکند و دل از تخت و تاج، و رفت به آنجایی که پیشتر از او فرمانروایانی چون او رفته بودند، به دور و به ناکجا آبادی که توانمندان بی پیوند با مردم رفته بودند.

### فتح رانکوه و لاهیجان و تأسیس حکومت کیاییان
پس از گریز امیرنوپاشا، سیدعلی کیا به رانکوه آمد و مردم گرداگرد او به هم آمدند و به نوشته سیدظهیر:
" اوامر و نواهی او را سادس فرایض خمسه شمردند ".
وی رانکوه را به سیدمهدی کیا سپرد و خود راهی لاهیجان شد. محمدبن جلال الدین سپهسالار لاهیجان که پس از گریز امیر نوپاشا دیوار ایستادگی ناصروندان را در برابر تازش سادات فروریخته می‌دید و می‌دانست که رویارویی لشکر بی توان او در برابر سادات سودی ندارد، نخست از برای ایستادگی آماده شده و به رویارویی با سیدعلی کیا شتافت، ولی پس از نخستین درگیری چون دانست که کاخ رؤیاهایش فروریخته از برابر آنان گریخت و فرزندان امیرجهان را برگرفت و به خرارود پناه برد تا شاید چون پیش، آنان را به کوشیجان سپرده و خود را برای دریافت یاری به دربار انوزوندان برساند. باگریز محمدبن جلال الدین، لاهیجان بی هیچ ایستادگی سربه فرمان سادات نهاد و سیدعلی کیا پابر خاک لاهیجان نهاد. چون سیدعلی کیا به لاهیجان درآمد به نوشتة سیدظهیر:
" … فقها و صلحا و داعیان شرع شریف ومفتیان دین حنیف، مجموع مقدم شریف آن حضرت را مغتنم شمرده بیعت کردند و امام ومقتدای خود دانستند … مجموع اهل ادیان رو پیش گیلان، به امامت سید اعتراف نموده واو را مفترض الطاعه ونافذ الحکم اسلام دانستند"
.
ستیزه‌ای خونین و پنهان که در دهه‌هایی پیش تر میان طبقات نابرابر پارة خاوری گیلان آغازیده و زمینه رشد تشیع و فروافتادن توان سنیان را فراهم آورده بود، با چیرگی سیدعلی کیا بر لاهیجان یک چندی آرام گرفت و طبق نوشتة سیدظهیر، باشندگان پارة خاوری گیلان سر به فرمان سیدعلی کیا و باور آئینی او نهادند و آغازگر دوران نوینی از تاریخ لاهیجان و پارة خاوری سپیدرود و همة گیلان شدند، دوره‌ای که شکوهمندترین دورة تاریخی لاهیجان و گیلان به‌شمار می‌رود و با برتخت نشینی سیدی کیایی آغاز و با چیرگی سیدزاده‌ای صفوی و اثنی عشری پایان یافت.

### سیاست پس از رسیدن به حکومت
سید علی کیا پس از تأسیس حکومت مذهبی آل کیا، در نخستین اقدام خود مناطق زیدی‌نشین بیه پس را علیه حاکمان سنی آن سامان شوراند، هدف وی از این اقدام، گسترش ارضی، ضعف قدرت‌های رقیب و خارج نمودن بحران از بیه پیش به سوی بیه پس بود. وی پس از انجام این اقدامات برای گسترش قدرت، مناطق اسماعیلی مذهب دیلمان و اشکور را مورد هجوم خود قرار داد. این مناطق بیش از یک قرن پس از سقوط نزاریان در الموت (۶۵۴ هـ. ق)، در اختیار آن‌ها بود. در دوره او تیمور لنگ به ایران حمله کرد و آن دو مکاتباتی با هم داشتند. تیمور به این دلایل گیلان را مورد هجوم قرار نداد:
1. سید علی کیا خود را به عنوان شخصیتی روحانی و مذهبی معرفی کرده بود و تیمور با توجه به احترامی که به مشایخ قائل بود، حداقل در ظاهر سعی در به راه انداختن جنگ با آن‌ها نمی‌کرد، هرچند تیمور حکومت مرعشیان مازندران را، که درویش مسلک بودند، برانداخت.
2. جغرافیای طبیعی گیلان و جنگاوری مردم این منطقه (گیل و دیلم و تالش) برای هر مهاجمی سدی غیرقابل عبور بود، تیمور با درک این مسئله سعی می‌کرد از طریق صلح گیلان را در اختیار گیرد.
3. تیمور در فتوحات خود نشان داد که در صورت اطاعت حاکمان نواحی مختلف و پرداخت باج و مالیات به سرزمین‌های آنان هجوم نمی‌برد؛ بنابراین پس از این‌که سید علی کیا و بعدها فرزندش سید رضا کیا نسبت به تیمور اظهار اطاعت و ایلی کرد از تصرف سرزمین‌هایشان چشم‌پوشی کرد.

تیمور بین ۷۹۴/۱۳۹۲ و ۸۰۷/۱۴۰۵ در مسیر خود در کارزار پنج ساله اش در آسیای غربی به ایالات جنوب خزر تاخت، در آغاز قصد او تنبیه مرعشیان به دلایل گنگ و جابجا کردن موقتی آنان به آسیای مرکزی بود، ولی ترجیح داد بر گیلان به‌طور غیرمستقیم سیطره پیدا کند و به کیاها و امرای بیه پس اجازه داد موقعیت‌هایشان را حفظ کنند و خراج بپردازند. برای حکمرانان ایلی، این شیوه‌ای سنتی و مؤثر برای کنترل ایالات جنوبی خزر بود، که از فلات ایران با کوه‌ها جدا می‌شدند، ولی از لحاظ منابع کشاورزی ارزشمند چون ابریشم غنی بودند. کیاها مجبور شدند قزوین را به تیمور واگذار کنند. علی کیا، و دو برادرش مهدی کیا و حسن کیا و بعضی از اعضای خانواده در نبردهای مربوط به آن کشته شدند. دیگر برادر او، هادی کیا، نخستین حاکم تنکابن، از «شهادت» جان به در برد، در لاهیجان اقامت گزید، و ریاست خاندان را در دست گرفت. به هر روی، از این زمان به بعد قلمروی این سلسله به بیه پیش محدود ماند.
سید علی در مسجد جامع لاهیجان نماز خواند.
سید علی کیا به دلیل پشتوانهٔ مذهبی و حمایتی که از سوی توده‌های مردم داشت توانست برنامه‌های خود را اجرا نماید، اما گسترش قدرت وی با منافع سیاسی و اقتصادی حاکمان بیه پس در تعارض بود، آن‌ها سرانجام در برابر سیاست توسعه‌طلبانه او که رنگ و لعاب مذهبی داشت، ایستادگی نمودند و در نبرد رشت وی را از پای درآوردند. مقاومت حکومت‌های بیه پس نشان‌دهندهٔ آگاهی آن‌ها از خطر روزافزون آل کیا بود.
بقعه او در ملات رانکوه‌است.

## سید رضی، سلطان محمد، میرزا علی
در ۷۹۱ قمری سید علی کیا به همراه برادر و دو پسرش و بسیاری از سادات در جنگ با امرای بیه‌پس در رشت کشته شد. پس از وی سید هادی کیا برادرش بر لاهیجان و رانکوه مسلط شد ولی مخالفت فرزندان سید علی با او رشته‌جنگ‌های خانوادگی را آغاز کرد. سید هادی فرار کرد و فرزندان سید علی هم دچار اختلاف شدند. پس از مدت‌ها درگیری و کشتار، سید رضی کیا فرزند سید علی کیا در ۷۹۸ بر لاهیجان و سید محمد کیا فرزند سید مهدی کیا (برادر سید علی) بر رانکوه تسلط یافتند. سید رضی کیا سی سال حکومت کرد و در ۸۲۹ درگذشت. چهار سال بعد فرزندان سید محمد او را برکنار و به الموت تبعید کردند و او در ۸۳۷ درگذشت. در ۸۳۳ سید ناصر کیا فرزند سید محمد به فرمانروایی رسید. جهانشاه میرزا قره‌قویونلو ناحیهٔ طالقان را به او که باجگزار تیموریان و سپس ترکمانان شده بود واگذار کرد. در ۸۵۱ سید ناصر در گذشت و فرزندش کارکیا سلطان محمد دوم به قدرت رسید که او در ۸۸۳ درگذشت. در این هنگام میرزا علی کیا فرزند سلطان محمد که در بیست و دو سال از زمان زندگانی پدر در عمل فرمانروای لاهیجان بود حاکم شد. او که از امرای با اقتدار کیایی بود موفق شد قلعهٔ طارم، قزوین، تهران، ری، ورامین و فیروزکوه را تسخیر کرده، قلمرویش را تا ساوه و سلطانیه بگستراند و بر بخش‌هایی از مازندران و مناطق غرب گیلان، تسلط یابد. در هنگام حکومت او، در ۹۰۱ قمری مصادف با ۱۴۹۵ میلادی اسماعیل صفوی به گیلان پناهنده شد. او که اول به بیه‌پس رفته بود، بعداً نزد میرزا علی آمد. سلطان حسن اول برادر میرزا علی در ۹۱۰ او را دستگیر و به سمام تبعید کرد تا برادر دیگرش هاشم را جانشین خود کند. سلطان حسن برای جلب نظر شاه اسماعیل فرزندش کارکیا سلطان احمد اول را به اردوگاه او فرستاد تا نظرش را جلب کند. در این زمان جمعی از مردم گیلان به‌طور پنهانی در توافق با میرزا علی، سلطان حسن را کشتند. امرای سلطان حسن هم میرزا علی را به قتل رساندند.

## سلطان احمد اول
احمد به یاری شاه اسماعیل به رانکوه آمد و با نام خان احمد اول در ۹۱۱ به قدرت رسید. او روابط دوستانه‌ای با شاه اسماعیل و شاه طهماسب داشت و بارها به دیدار شان رفت و گفته شده به آیین امامیه گروید. او پس از سی سال و دو ماه سلطنت در ۹۴۰ درگذشت و پسرش کارکیا سید علی جانشین او شد. در ۹۴۱ سلطان حسن دوم پسر سلطان احمد بر کارکیا سید علی شورید. او با حاکم بیه‌پس جنگید و او را از مقر حکومتی‌اش بیرون کرد ولی در سال ۹۴۳ درگذشت.

## خان احمد خان

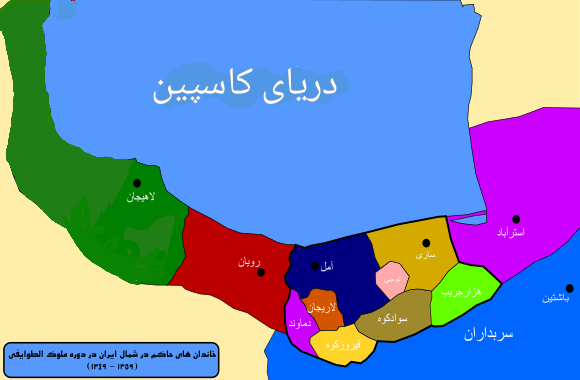
سبز پررنگ : قلمرو کیاییان در اوج قدرت، در دوران خان احمدخان گیلانی

پس از سلطان حسن در ۹۴۳ قمری پسر یک سالهٔ او به نام خان احمد دوم به حکومت رسید. روابط او با شاه طهماسب در ابتدا دوستانه بود به حدی که بیه‌پس هم به قلمرویش افزوده شد ولی پس از رشد و بلوغ او با شاه طهماسب دچار اختلاف شد و به دستور وی در ۹۷۵ دستگیر شد. او ابتدا در قلعهٔ قهقهه و سپس در ۹۸۱ در قلعهٔ استخر زندانی شد تا این که در ۹۸۵ آزاد و به حکومت گیلان گماشته شد. گفته شده دلیل آزادی او شاه اسماعیل دوم بوده که با او در زندان قهقهه به سر برده بوده اما به نظر می‌رسد او در حکومت کوتاه‌مدتش موفق نشد این کار را بکند و محمد خدابنده به خواهش همسرش مهد علیا، خان احمد خان را آزاد کرد. خان احمد خان تا زمان شاه عباس حاکم گیلان بود. در این هنگام با شاه دچار اختلاف شد و شاه عباس سپاهی برای دستگیری او به گیلان فرستاد و خان احمد به عثمانی گریخت و در آنجا در ۱۰۰۹ قمری / ۱۶۰۰ میلادی درگذشت. پس از او بیه‌پیش ضمیمهٔ حکومت شاه عباس شد.

## سیاست مذهبی آل کیا
تا پیش از حکومت آل کیا، در گیلان با توجه به شرایط اقلیمی خاص، ادیان دیگری هم فعالیت داشتند. منابع، اطلاعات پراکندهای از ادیان یهودیت و مسیحیت به دست می‌دهند. از دیگر فرقه‌های اسلامی پیش از به قدرت رسیدن آل کیا، می‌توان از مشبهه نام برد. مقدسی از نخستین تاریخ‌دانانی است که از دو فرقهٔ کرامیان و مشبهه در گیلان نام می‌برد (همان، صص ۵۲۸ و ۵۳۹). منبع دیگری که پس از وی از این فرقه در گیلان سخن می‌گوید، نخبة الدهر فی عجائب البر و البحر است. مؤلف این اثر دربارهٔ این فرقه در سدهٔ هشتم چنین می‌گوید:
به روزگار ماطایفه‌ای مشبهه در آنجا زندگی می‌کنند که می‌پندارند صفات در نشانهٔ هاوآیات خداوند است و سخن آنان در این باره این است که صفات الهی به همه صورت حسی و ظاهرشان در صورت و اندام و حرکت و صفت‌های انسانی قرار دارند ... .
از فرقه‌های دیگر که پیش از قدرت‌یابی آل کیا در گیلان رواج داشت، می‌توان از نقطویه نام برد که در پسیخان شکل گرفت؛ با وجود این در میان مردم گیلان نفوذی نیافت. پیروان این فرقه به محمودیه نیز شهرت داشتند. با سرنگونی حکومت آل بویه یکی از جنبش‌های شیعی به نام اسماعیلیه در دیلم به قدرت رسید. این فرقه در کنار زیدیه که در سده‌های سوم و چهارم هجری قمری بیشتر در گیلان و مازندران فعالیت داشتند، در طی سده‌های پنجم و ششم در دیلمان و رودبار در فعالیت داشتند. زیدیه به امامت زید از نوادگان امام سجاد اعتقاد داشتند. در اصول اعتقادی آنان آمده‌است: امامت پس از امام حسن و حسین میان فرزندان آن دو امام مستقر شده و هر که از فرزندان آن دو امام با شمشیر قیام مردم را به امامت خود دعوت کند، امامت او واجب است. برخی از محققان اعتقاد دارند اگرچه آل کیا با ماهیت شیعهٔ زیدی به قدرت رسید، اما، قدرت‌گیری آنان بیش از هر چیز، مدیون ضعف تسنن و اقبال عمومی مردم به تشیع بوده‌است. مردم گیلان تا زمان روی کار آمدن حکومت صفویه، گرایش‌های شیعی و سنی داشتند. در بیه‌پیش اغلب شیعهٔ زیدی بودند و در گیلان بیه‌پس گرایش حنبلی و شافعی وجود داشت. این تقسیم‌بندی مذهبی، ارتباطی با حکومت آل کیا نداشت و پیش از قدرت‌یابی آنان، در منابع به آن اشاره شده بود: «مذهب ناحیت‌های دیلم شیعه و بیشتر گیلانیان سنی هستند»
پیش از روی کار آمدن شاه اسماعیل، در میان مردم گیلان فرقهٔ زیدیه و جارودی رواج داشت؛ اما اهالی گیلان در زمان شاه طهماسب با وجود این در این زمان به قوت صوفیان شجاعت پناه» مذهب امامیه قبول نمودند. بیشتر اهالی رشت را سنیان تشکیل می‌دادند. هرچند مؤلف کتاب ریاض‌السیاحه به صراحت از شیعه بودن تمام اهالی رشت سخن می‌گوید، اما برخی از سیاحان گرایش‌هایی از زرتشتی‌گری در میان آنان را گزارش کرده‌اند.

## پادشاهان کیایی

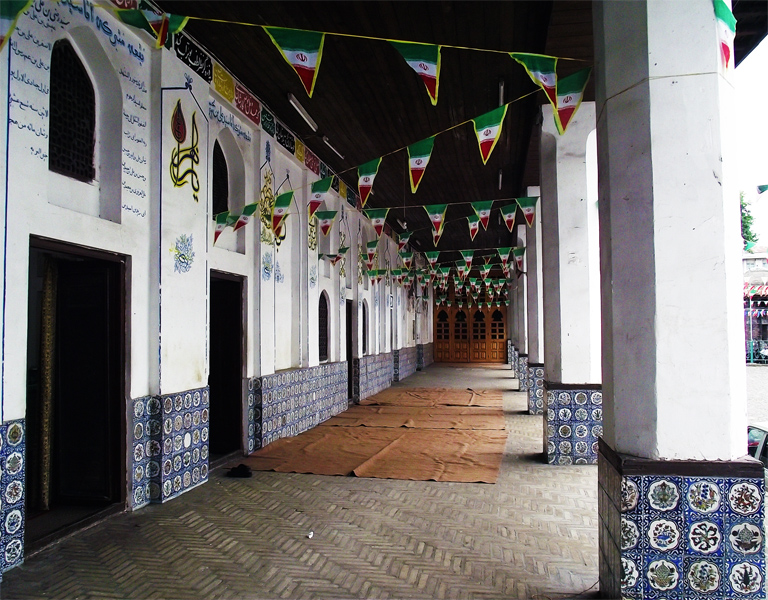
مسجد چهار پادشاهان در لاهیجان، بقعهٔ چهار تن از شاهان کیایی بیه‌پیش است.

۱. سید امیر کیای مَلاطی، پسر حسن کیا، بنیان‌گذار حکومت خاندان کیاییان در گیلان. حکومت از (۷۶۳–۷۷۶) ه‍.ق
۲. سید علی کیا پسر امیرکیا، بیه‌پیش ۷۶۹ – ۷۹۱
۳. سید هادی کیا پسر امیرکیا، تنکابن، بیه‌پیش ۷۹۱ – ۷۹۷
۴. سید محمد پسر سید مهدی، رانکوه، بیه‌پیش ۷۹۷
۵. سید حسین کیا پسر سید علی‌کیا، لاهیجان، بیه‌پیش ۷۹۷–۷۹۸
۶. سیدرضا یا سید رضی کیا پسر سید علی‌کیا، لاهیجان ۷۹۸–۸۲۹
۷. سید حسین کیا، پسر سید علی‌کیا
۸. سید ناصر کیا پسر سید محمد، لاهیجان ۸۳۳
۹. سید حسین کیا نوهٔ سید علی‌کیا، لاهیجان ۸۳۳
۱۰. ناصر کیا پسر سید محمد – دور دوم حکومت، لاهیجان ۸۳۳–۸۵۰
۱۱. سید محمد پسر ناصرکیا، بیه‌پیش ۸۵۱ – ۸۳۳
۱۲. میرزا علی کیا پسر سلطان محمد، بیه‌پیش ۸۸۳ – ۹۰۹
۱۳. سلطان حسن پسر سلطان محمد، بیه‌پیش ۹۰۹ – ۹۱۱
۱۴. سلطان احمد اول فرزند سلطان حسن، بیه‌پیش ۹۱۱ – ۹۴۰
۱۵. کارکیا علی پسر سلطان احمد، بیه‌پیش ۹۴۰ – ۹۴۱
۱۶. کارکیا سلطان حسن دوم پسر سلطان احمد، بیه‌پیش ۹۴۱ – ۹۴۳
۱۷. خان احمد خان پسر کارکیا سلطان حسن، بیه‌پیش ۹۴۳ – ۱۰۰۰
|             |             |             |             |                |                |                |                |                |                |                       |               |               |               |               |               | امیر کیای ملاطی |               |              |              |              |              |                  |                  |                  |                  |                  |                  |            |            |            |            |            |            |  |  |  |  |  |  |  |  |  |  |  |  |  |  |  |  |  |  |
|             |             |             |             |                |                |                |                |                |                |                       |               |               |               |               |               |                 |               |              |              |              |              |                  |                  |                  |                  |                  |                  |            |            |            |            |            |            |  |  |  |  |  |  |  |  |  |  |  |  |  |  |  |  |  |  |
|             |             |             |             |                |                |                |                |                |                |                       |               |               |               |               |               |                 |               |              |              |              |              |                  |                  |                  |                  |                  |                  |            |            |            |            |            |            |  |  |  |  |  |  |  |  |  |  |  |  |  |  |  |  |  |  |
|             |             | سید علی کیا | سید علی کیا | سید علی کیا    | سید علی کیا    | سید علی کیا    | سید علی کیا    |                |                |                       |               |               |               | هادی کیا      | هادی کیا      | هادی کیا        | هادی کیا      | هادی کیا     | هادی کیا     |              |              | سید مهدی کیا     | سید مهدی کیا     | سید مهدی کیا     | سید مهدی کیا     | سید مهدی کیا     | سید مهدی کیا     |            |            |            |            |            |            |  |  |  |  |  |  |  |  |  |  |  |  |  |  |  |  |  |  |
|             |             | سید علی کیا | سید علی کیا | سید علی کیا    | سید علی کیا    | سید علی کیا    | سید علی کیا    |                |                |                       |               |               |               | هادی کیا      | هادی کیا      | هادی کیا        | هادی کیا      | هادی کیا     | هادی کیا     |              |              | سید مهدی کیا     | سید مهدی کیا     | سید مهدی کیا     | سید مهدی کیا     | سید مهدی کیا     | سید مهدی کیا     |            |            |            |            |            |            |  |  |  |  |  |  |  |  |  |  |  |  |  |  |  |  |  |  |
|             |             |             |             |                |                |                |                |                |                |                       |               |               |               |               |               |                 |               |              |              |              |              |                  |                  |                  |                  |                  |                  |            |            |            |            |            |            |  |  |  |  |  |  |  |  |  |  |  |  |  |  |  |  |  |  |
| سید رضی کیا | سید رضی کیا | سید رضی کیا | سید رضی کیا | سید رضی کیا    | سید رضی کیا    |                |                |                |                |                       |               | سید حسین کیا  | سید حسین کیا  | سید حسین کیا  | سید حسین کیا  | سید حسین کیا    | سید حسین کیا  |              |              |              |              | میر سید محمد کیا | میر سید محمد کیا | میر سید محمد کیا | میر سید محمد کیا | میر سید محمد کیا | میر سید محمد کیا |            |            |            |            |            |            |  |  |  |  |  |  |  |  |  |  |  |  |  |  |  |  |  |  |
| سید رضی کیا | سید رضی کیا | سید رضی کیا | سید رضی کیا | سید رضی کیا    | سید رضی کیا    |                |                |                |                |                       |               | سید حسین کیا  | سید حسین کیا  | سید حسین کیا  | سید حسین کیا  | سید حسین کیا    | سید حسین کیا  |              |              |              |              | میر سید محمد کیا | میر سید محمد کیا | میر سید محمد کیا | میر سید محمد کیا | میر سید محمد کیا | میر سید محمد کیا |            |            |            |            |            |            |  |  |  |  |  |  |  |  |  |  |  |  |  |  |  |  |  |  |
|             |             |             |             |                |                |                |                |                |                |                       |               |               |               |               |               |                 |               |              |              |              |              |                  |                  |                  |                  |                  |                  |            |            |            |            |            |            |  |  |  |  |  |  |  |  |  |  |  |  |  |  |  |  |  |  |
|             |             |             |             |                |                |                |                |                |                |                       |               |               |               |               |               | سید ناصر کیا    | سید ناصر کیا  | سید ناصر کیا | سید ناصر کیا | سید ناصر کیا | سید ناصر کیا |                  |                  |                  |                  |                  |                  | احمد       | احمد       | احمد       | احمد       | احمد       | احمد       |  |  |  |  |  |  |  |  |  |  |  |  |  |  |  |  |  |  |
|             |             |             |             |                |                |                |                |                |                |                       |               |               |               |               |               | سید ناصر کیا    | سید ناصر کیا  | سید ناصر کیا | سید ناصر کیا | سید ناصر کیا | سید ناصر کیا |                  |                  |                  |                  |                  |                  | احمد       | احمد       | احمد       | احمد       | احمد       | احمد       |  |  |  |  |  |  |  |  |  |  |  |  |  |  |  |  |  |  |
|             |             |             |             |                |                |                |                |                |                |                       |               |               |               |               |               | سلطان محمد      |               |              |              |              |              |                  |                  |                  |                  |                  |                  |            |            |            |            |            |            |  |  |  |  |  |  |  |  |  |  |  |  |  |  |  |  |  |  |
|             |             |             |             |                |                |                |                |                |                |                       |               |               |               |               |               |                 |               |              |              |              |              |                  |                  |                  |                  |                  |                  |            |            |            |            |            |            |  |  |  |  |  |  |  |  |  |  |  |  |  |  |  |  |  |  |
|             |             |             |             |                |                |                |                |                |                |                       |               |               |               |               |               |                 |               |              |              |              |              |                  |                  |                  |                  |                  |                  |            |            |            |            |            |            |  |  |  |  |  |  |  |  |  |  |  |  |  |  |  |  |  |  |
|             |             |             |             |                |                |                |                |                |                | سلطان حسن اول         | سلطان حسن اول | سلطان حسن اول | سلطان حسن اول | سلطان حسن اول | سلطان حسن اول |                 |               |              |              |              |              | میرزا علی کیا    | میرزا علی کیا    | میرزا علی کیا    | میرزا علی کیا    | میرزا علی کیا    | میرزا علی کیا    |            |            |            |            |            |            |  |  |  |  |  |  |  |  |  |  |  |  |  |  |  |  |  |  |
|             |             |             |             |                |                |                |                |                |                | سلطان حسن اول         | سلطان حسن اول | سلطان حسن اول | سلطان حسن اول | سلطان حسن اول | سلطان حسن اول |                 |               |              |              |              |              | میرزا علی کیا    | میرزا علی کیا    | میرزا علی کیا    | میرزا علی کیا    | میرزا علی کیا    | میرزا علی کیا    |            |            |            |            |            |            |  |  |  |  |  |  |  |  |  |  |  |  |  |  |  |  |  |  |
|             |             |             |             |                |                |                |                |                |                | کارکیا سلطان احمد اول |               |               |               |               |               |                 |               |              |              |              |              |                  |                  |                  |                  |                  |                  |            |            |            |            |            |            |  |  |  |  |  |  |  |  |  |  |  |  |  |  |  |  |  |  |
|             |             |             |             |                |                |                |                |                |                |                       |               |               |               |               |               |                 |               |              |              |              |              |                  |                  |                  |                  |                  |                  |            |            |            |            |            |            |  |  |  |  |  |  |  |  |  |  |  |  |  |  |  |  |  |  |
|             |             |             |             |                |                |                |                |                |                |                       |               |               |               |               |               |                 |               |              |              |              |              |                  |                  |                  |                  |                  |                  |            |            |            |            |            |            |  |  |  |  |  |  |  |  |  |  |  |  |  |  |  |  |  |  |
|             |             |             |             | شاه طهماسب یکم | شاه طهماسب یکم | شاه طهماسب یکم | شاه طهماسب یکم | شاه طهماسب یکم | شاه طهماسب یکم |                       |               | سلطان حسن دوم | سلطان حسن دوم | سلطان حسن دوم | سلطان حسن دوم | سلطان حسن دوم   | سلطان حسن دوم |              |              | سلطان چپک    | سلطان چپک    | سلطان چپک        | سلطان چپک        | سلطان چپک        | سلطان چپک        |                  |                  | کارکیا علی | کارکیا علی | کارکیا علی | کارکیا علی | کارکیا علی | کارکیا علی |  |  |  |  |  |  |  |  |  |  |  |  |  |  |  |  |  |  |
|             |             |             |             | شاه طهماسب یکم | شاه طهماسب یکم | شاه طهماسب یکم | شاه طهماسب یکم | شاه طهماسب یکم | شاه طهماسب یکم |                       |               | سلطان حسن دوم | سلطان حسن دوم | سلطان حسن دوم | سلطان حسن دوم | سلطان حسن دوم   | سلطان حسن دوم |              |              | سلطان چپک    | سلطان چپک    | سلطان چپک        | سلطان چپک        | سلطان چپک        | سلطان چپک        |                  |                  | کارکیا علی | کارکیا علی | کارکیا علی | کارکیا علی | کارکیا علی | کارکیا علی |  |  |  |  |  |  |  |  |  |  |  |  |  |  |  |  |  |  |
|             |             |             |             | مریم بیگم      | مریم بیگم      | مریم بیگم      | مریم بیگم      | مریم بیگم      | مریم بیگم      |                       |               | خان احمد خان  | خان احمد خان  | خان احمد خان  | خان احمد خان  | خان احمد خان    | خان احمد خان  |              |              | تی تی خانم   | تی تی خانم   | تی تی خانم       | تی تی خانم       | تی تی خانم       | تی تی خانم       |                  |                  |            |            |            |            |            |            |  |  |  |  |  |  |  |  |  |  |  |  |  |  |  |  |  |  |
|             |             |             |             | مریم بیگم      | مریم بیگم      | مریم بیگم      | مریم بیگم      | مریم بیگم      | مریم بیگم      |                       |               | خان احمد خان  | خان احمد خان  | خان احمد خان  | خان احمد خان  | خان احمد خان    | خان احمد خان  |              |              | تی تی خانم   | تی تی خانم   | تی تی خانم       | تی تی خانم       | تی تی خانم       | تی تی خانم       |                  |                  |            |            |            |            |            |            |  |  |  |  |  |  |  |  |  |  |  |  |  |  |  |  |  |  |
|             |             |             |             |                |                |                |                |                |                |                       |               |               |               |               |               |                 |               |              |              |              |              |                  |                  |                  |                  |                  |                  |            |            |            |            |            |            |  |  |  |  |  |  |  |  |  |  |  |  |  |  |  |  |  |  |
|             |             | عباس یکم    | عباس یکم    | عباس یکم       | عباس یکم       | عباس یکم       | عباس یکم       |                |                | یاکهان بیگم           | یاکهان بیگم   | یاکهان بیگم   | یاکهان بیگم   | یاکهان بیگم   | یاکهان بیگم   |                 |               | حسن          | حسن          | حسن          | حسن          | حسن              | حسن              |                  |                  |                  |                  |            |            |            |            |            |            |  |  |  |  |  |  |  |  |  |  |  |  |  |  |  |  |  |  |
|             |             | عباس یکم    | عباس یکم    | عباس یکم       | عباس یکم       | عباس یکم       | عباس یکم       |                |                | یاکهان بیگم           | یاکهان بیگم   | یاکهان بیگم   | یاکهان بیگم   | یاکهان بیگم   | یاکهان بیگم   |                 |               | حسن          | حسن          | حسن          | حسن          | حسن              | حسن              |                  |                  |                  |                  |            |            |            |            |            |            |  |  |  |  |  |  |  |  |  |  |  |  |  |  |  |  |  |  |